# Deutero-Marcus

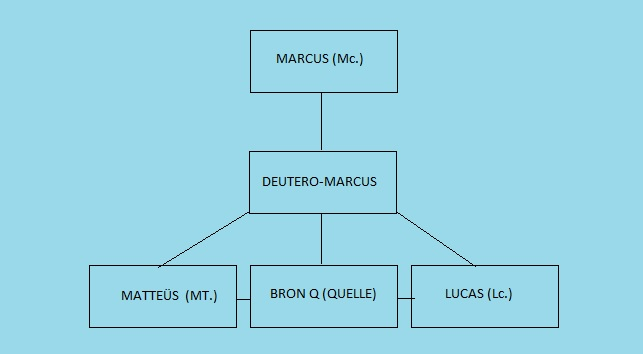
Totstandkoming van de canonieke evangeliën volgens de Deutero-Marcus hypothese

De Deutero-Marcus is een hypothetisch evangelie dat volgens sommige geleerden in de eerste eeuw enige tijd circuleerde naast het canonieke Evangelie volgens Marcus. Volgens deze geleerden was de Deutero-Marcus een verkorte en verbeterde vorm (zonder de doubletten in de canonieke Marcus en het ontbreken van het omstreden slot van Marcus (16,9vv) nbg) van de canonieke Marcus en een van de bronnen zijn (naast bron Q) voor de schrijvers van de Evangeliën volgens Matteüs en Lucas. Dit zou verklaren dat er in deze laatste evangeliën bepaalde verzen en perikopen ontbreken die wél in de canonieke Marcus zijn opgenomen, maar zouden ontbreken in de Deutero-Marcus.
Een van de voornaamste redenen dat de theorie van de Deutero-Marcus tegenwoordig nog maar weinig aanhangers telt hangt samen met het feit dat er geen fragmenten van de Deutero-Marcus zijn gevonden. Hierbij moet echter worden aangetekend dat een gevonden papyrusfragment van het canonieke Evangelie volgens Marcus ook zou kunnen behoren tot de Deutero-Marcus.
De theorie van de Deutero-Marcus vertoont overeenkomsten met de theorie van de Oer-Marcus. De Oer-Marcus zou een proto-versie zijn van het canonieke Marcus-evangelie die een van de bronnen zou zijn geweest van de schrijvers van de Evangeliën volgens Matteüs en Lucas. De Deutero-Marcus wordt als "tweede Marcus" (deutero = tweede) echter gezien als een verbeterde eind-versie van het Marcus-evangelie.